# Impacto de meteorito en Puno

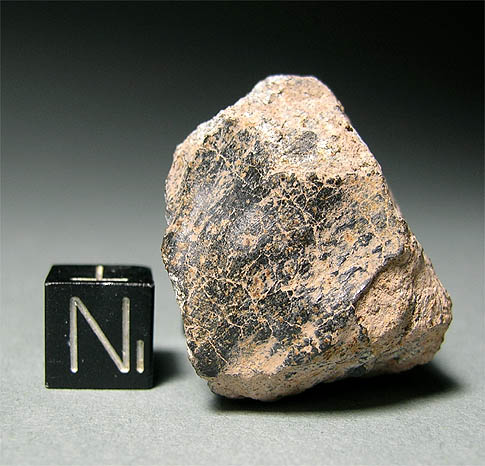
Fragmento de 22,70 g del meteorito nombrado como Carancas, que impacto en el poblado de Carancas, sitio de donde obtuvo su nombre.

El impacto de un meteorito en Puno se dio el 15 de septiembre de 2007, cuando cayó cerca del poblado de Carancas en la región de Puno, Perú, próximo a la frontera peruano-boliviana y al lago Titicaca. El impacto produjo un cráter de 13 metros de diámetro y 4,5 metros de profundidad.
Después del impacto, los pobladores que se habían acercado al lugar del impacto empezaron a experimentar malestar hasta ese entonces por causas desconocidas. Dos días después, científicos peruanos confirmaron que se trataba realmente de un impacto producido por un meteorito, desmintiendo así la especulación que señalaba podía tratarse más bien de un incidente geofísico. Hasta ese entonces no se conocía mayor información sobre las causas que produjeron aquel extraño malestar entre los que se aproximaron al lugar del impacto. Es sabido que el agua subterránea de las proximidades contiene compuestos de arsénico, y ahora se cree que el malestar fue causado por envenenamiento por arsénico, el cual se produjo cuando los residentes del lugar inhalaron el vapor del agua contaminada con arsénico.